# IV liga polska w piłce siatkowej mężczyzn (2024/2025)
IV liga polska w piłce siatkowej mężczyzn 2024/2025 – rozgrywki piątej w hierarchii, ostatniej ligi - po PLS (PlusLidze i PLS 1. Lidze), II lidze i III lidze - klasy męskich ligowych rozgrywek siatkarskich w Polsce. Rywalizacja w niej toczy się systemem ligowym oraz w niektórych województwach później systemem play-off - o awans do III ligi. Za jej prowadzenie odpowiadają Wojewódzkie Związki Piłki Siatkowej. Rozgrywki na tym szczeblu prowadzone są tylko w wybranych województwach. Najlepsza drużyna bądź drużyny każdego z województw awansują do III ligi (bezpośrednio bądź po barażu). Jest to najniższy męski siatkarski poziom ligowy w Polsce.

## Dolnośląski ZPS

### Runda zasadnicza
| Lp. | Zespół                                 | Mecze | Pkt | Zw. | Sety + | Sety - | pkt + | pkt - |
| --- | -------------------------------------- | ----- | --- | --- | ------ | ------ | ----- | ----- |
| 1   | uniQue Wilczyce                        | 14    | 37  | 13  | 39     | 10     | 1183  | 1014  |
| 2   | Jaworski Klub Sportowy SPARTAKUS Jawor | 14    | 26  | 8   | 29     | 21     | 1156  | 1049  |
| 3   | VolleyBulls Czernica                   | 14    | 25  | 9   | 30     | 21     | 1174  | 1067  |
| 4   | STS Budzów                             | 14    | 23  | 8   | 27     | 23     | 1108  | 1089  |
| 5   | DKS Stingers Dzierżoniów               | 14    | 21  | 7   | 24     | 25     | 1120  | 1094  |
| 6   | BTS Elektros Gromadka                  | 14    | 19  | 6   | 25     | 27     | 1130  | 1181  |
| 7   | KKS Jelenia Góra                       | 14    | 16  | 5   | 20     | 28     | 1076  | 1118  |
| 8   | SPP "Kryształ Stronie" Stronie Śląskie | 14    | 1   | 0   | 3      | 42     | 772   | 1107  |

### Runda play-off

#### 1. runda

##### O miejsca 1-4
| Lp. | Zespół          | Mecze | Pkt | Zw. | Sety + | Sety - | pkt + | pkt - |
| --- | --------------- | ----- | --- | --- | ------ | ------ | ----- | ----- |
| 1   | uniQue Wilczyce | 2     | 4   | 2   | 6      | 3      | 200   | 191   |
| 2   | STS Budzów      | 2     | 2   | 0   | 3      | 6      | 191   | 200   |

| Lp. | Zespół                                 | Mecze | Pkt | Zw. | Sety + | Sety - | pkt + | pkt - |
| --- | -------------------------------------- | ----- | --- | --- | ------ | ------ | ----- | ----- |
| 1   | VolleyBulls Czernica                   | 3     | 5   | 2   | 7      | 5      | 264   | 268   |
| 2   | Jaworski Klub Sportowy SPARTAKUS Jawor | 3     | 4   | 1   | 5      | 7      | 268   | 264   |

#### 2. runda

##### O miejsce 3.
| Lp. | Zespół                                 | Mecze | Pkt | Zw. | Sety + | Sety - | pkt + | pkt - |
| --- | -------------------------------------- | ----- | --- | --- | ------ | ------ | ----- | ----- |
| 1   | Jaworski Klub Sportowy SPARTAKUS Jawor | 2     | 4   | 2   | 6      | 0      | 150   | 117   |
| 2   | STS Budzów                             | 2     | 2   | 0   | 0      | 6      | 117   | 150   |

##### O miejsce 1.
| Lp. | Zespół               | Mecze | Pkt | Zw. | Sety + | Sety - | pkt + | pkt - |
| --- | -------------------- | ----- | --- | --- | ------ | ------ | ----- | ----- |
| 1   | uniQue Wilczyce      | 2     | 4   | 2   | 6      | 3      | 205   | 182   |
| 2   | VolleyBulls Czernica | 2     | 2   | 0   | 3      | 6      | 182   | 205   |

### Baraż o awans (z drużyną z III ligi)
| Lp. | Zespół                                                            | Mecze | Pkt | Zw. | Sety + | Sety - | pkt + | pkt - |
| --- | ----------------------------------------------------------------- | ----- | --- | --- | ------ | ------ | ----- | ----- |
| 1   | Stowarzyszenie Kultury Fizycznej i Sportu KUDOWIANKA Kudowa Zdrój | 2     | 4   | 2   | 6      | 1      | 170   | 142   |
| 2   | VolleyBulls Czernica                                              | 2     | 2   | 0   | 1      | 6      | 142   | 170   |

## Małopolski ZPS
| Lp. | Zespół                     | Mecze | Pkt | Sety + | Sety - | pkt + | pkt - |
| --- | -------------------------- | ----- | --- | ------ | ------ | ----- | ----- |
| 1   | WKS WAWEL Kraków           | 16    | 47  | 48     | 6      | 1321  | 970   |
| 2   | VOLLEYTEAM Gromnik         | 16    | 36  | 39     | 16     | 1288  | 1138  |
| 3   | Projekt Myślenice          | 16    | 32  | 37     | 25     | 1401  | 1355  |
| 4   | MKS GRYF Brzesko           | 16    | 30  | 36     | 27     | 1386  | 1296  |
| 5   | Pogoń Proszowice           | 15    | 22  | 32     | 31     | 1406  | 1363  |
| 6   | LKS BOBOWA                 | 16    | 21  | 27     | 31     | 1265  | 1305  |
| 7   | SMS SPARTA Kraków          | 16    | 18  | 25     | 35     | 1254  | 1349  |
| 8   | Pogoń Proszowice II        | 15    | 6   | 11     | 39     | 983   | 1203  |
| 9   | MUKS Sokół Gumniska Tarnów | 16    | 1   | 3      | 48     | 932   | 1257  |

## Mazowiecko-Warszawski ZPS

### Runda Zasadnicza

#### Grupa 1
| Lp. | Zespół                                  | Mecze | Pkt | Zw. | Sety + | Sety - | pkt + | pkt - |
| --- | --------------------------------------- | ----- | --- | --- | ------ | ------ | ----- | ----- |
| 1   | Bank Spółdzielczy MMKS Mińsk Mazowiecki | 16    | 37  | 13  | 43     | 21     | 1466  | 1308  |
| 2   | SPS Konstancin Jeziorna                 | 16    | 35  | 12  | 38     | 21     | 1341  | 1227  |
| 3   | KS Metro Family Warszawa II             | 16    | 31  | 11  | 40     | 27     | 1521  | 1457  |
| 4   | UKS Volley Wyszków                      | 16    | 23  | 7   | 30     | 29     | 1319  | 1282  |
| 5   | KS Siatkarz Ząbki                       | 16    | 22  | 7   | 29     | 33     | 1379  | 1404  |
| 6   | Tramco Olymp Błonie                     | 16    | 21  | 7   | 25     | 33     | 1258  | 1344  |
| 7   | UKS Herkules Sulejówek                  | 16    | 20  | 6   | 29     | 34     | 1384  | 1397  |
| 8   | LOS Nasielsk                            | 16    | 19  | 6   | 28     | 37     | 1401  | 1462  |
| 9   | NTT Huragan Stare Babice II             | 16    | 8   | 3   | 18     | 45     | 1304  | 1492  |

#### Grupa 2
| Lp. | Zespół                   | Mecze | Pkt | Zw. | Sety + | Sety - | pkt + | pkt - |
| --- | ------------------------ | ----- | --- | --- | ------ | ------ | ----- | ----- |
| 1   | GLKS Nadarzyn            | 16    | 45  | 15  | 47     | 10     | 1374  | 1079  |
| 2   | KS Ożarowianka MOS Wola  | 16    | 38  | 13  | 43     | 17     | 1377  | 1190  |
| 3   | GKS JAGUAR Wolanów       | 16    | 31  | 11  | 37     | 29     | 1439  | 1422  |
| 4   | GKS YABU AS Błędów       | 16    | 26  | 9   | 29     | 26     | 1203  | 1199  |
| 5   | KS Grom Przytyk          | 16    | 25  | 8   | 31     | 32     | 1365  | 1386  |
| 6   | KS Mogielanka Mogielnica | 16    | 22  | 8   | 33     | 32     | 1425  | 1400  |
| 7   | UKS Iskra Warszawa       | 16    | 16  | 5   | 26     | 37     | 1374  | 1419  |
| 8   | UKS Olimp Skaryszew      | 16    | 13  | 3   | 22     | 41     | 1265  | 1407  |
| 9   | GKS Jastrzębia           | 16    | 0   | 0   | 4      | 48     | 969   | 1289  |

### Runda play-off
| Lp. | Zespół                                  | Mecze | Pkt | Zw. | Sety + | Sety - | pkt + | pkt - |
| --- | --------------------------------------- | ----- | --- | --- | ------ | ------ | ----- | ----- |
| 1   | Bank Spółdzielczy MMKS Mińsk Mazowiecki | 4     | 11  | 4   | 12     | 4      | 369   | 321   |
| 2   | GLKS Nadarzyn                           | 4     | 8   | 3   | 9      | 5      | 323   | 297   |
| 3   | SPS Konstancin Jeziorna                 | 4     | 5   | 1   | 7      | 9      | 329   | 342   |
| 4   | KS Ożarowianka MOS Wola                 | 4     | 4   | 1   | 5      | 10     | 309   | 345   |
| 5   | KS Metro Family Warszawa II             | 2     | 3   | 1   | 4      | 3      | 167   | 150   |
| 6   | UKS Volley Wyszków                      | 2     | 3   | 1   | 3      | 3      | 136   | 143   |
| 7   | GKS JAGUAR Wolanów                      | 2     | 2   | 1   | 3      | 5      | 162   | 168   |
| 8   | GKS YABU AS Błędów                      | 2     | 0   | 0   | 2      | 6      | 162   | 191   |

### Baraże o awans (z drużynami z III ligi)
| Drużyna 1               | Wynik | Drużyna 1  |
| ----------------------- | ----- | ---------- |
| KS Ożarowianka MOS Wola | 0-2   | KS Halinów |

| Drużyna 1               | Wynik | Drużyna 1                  |
| ----------------------- | ----- | -------------------------- |
| SPS Konstancin Jeziorna | 0-2   | Peter Star RAS6 Szydłowiec |

## Podkarpacki ZPS
| Lp. | Zespół                   | Mecze | Pkt | Sety + | Sety - | pkt + | pkt - |
| --- | ------------------------ | ----- | --- | ------ | ------ | ----- | ----- |
| 1   | FENIKS HERON Przeworsk   | 10    | 27  | 29     | 6      | 832   | 643   |
| 2   | SST Lubcza Racławówka II | 10    | 22  | 25     | 11     | 853   | 683   |
| 3   | AKS ORKAN Nisko          | 10    | 18  | 22     | 16     | 855   | 814   |
| 4   | SPS Pruchnik             | 10    | 16  | 20     | 20     | 858   | 876   |
| 5   | KU AZS UR                | 10    | 4   | 6      | 27     | 600   | 799   |
| 6   | TKF Anilana Rakszawa II  | 10    | 3   | 5      | 27     | 599   | 782   |

## Śląski ZPS
| Miejsce | Zespół                  | Mecze | Pkt | Zw. | Sety + | Sety - | pkt + | pkt - |
| ------- | ----------------------- | ----- | --- | --- | ------ | ------ | ----- | ----- |
| 1       | Volley Concept Katowice | 4     | 7   | 2   | 9      | 6      | 331   | 306   |
| 2       | UKS Jedynka Jaworzno    | 4     | 6   | 3   | 9      | 9      | 378   | 394   |
| 3       | SiKReT Gliwice          | 4     | 5   | 1   | 7      | 10     | 368   | 377   |

## Świętokrzyski ZPS

### Runda zasadnicza
| Lp. | Zespół                             | Mecze | Pkt | Zw. | Sety + | Sety - | pkt + | pkt - |
| --- | ---------------------------------- | ----- | --- | --- | ------ | ------ | ----- | ----- |
| 1   | SEMAV STONES EMERYK SK Nowa Słupia | 16    | 38  | 13  | 44     | 17     | 1407  | 1085  |
| 2   | MDinwest GKS GÓRAL Górno           | 16    | 32  | 12  | 39     | 23     | 1403  | 1286  |
| 3   | Arka Pawłów                        | 16    | 31  | 10  | 37     | 27     | 1381  | 1364  |
| 4   | Aluron CMC Wybicki Kielce II       | 16    | 28  | 10  | 35     | 29     | 1320  | 1314  |
| 5   | ZAG ARENA Busko-Zdrój              | 16    | 25  | 8   | 35     | 34     | 1478  | 1465  |
| 6   | GKS Volley Pawłów                  | 16    | 24  | 8   | 34     | 32     | 1463  | 1370  |
| 7   | AZS Politechnika Świętokrzyska     | 16    | 23  | 8   | 30     | 33     | 1362  | 1341  |
| 8   | LKS Sparta Zagnańsk                | 16    | 11  | 2   | 20     | 43     | 1218  | 1442  |
| 9   | SKF REMITAL Skarżysko Kam.         | 16    | 4   | 1   | 9      | 45     | 932   | 1297  |

### Baraż o awans (z drużyną z III ligi)
| Drużyna 1                | Wynik                      | Drużyna 1                   |
| ------------------------ | -------------------------- | --------------------------- |
| MDinwest GKS GÓRAL Górno | 3:2, 2:3 (złoty set 16:14) | SMS Absolwenci Starachowice |

źródło: oficjalne strony Wojewódzkich Związków Piłki Siatkowej